# Paul Bishop (Germanist)
Paul Bishop (* 1967) ist ein Professor für Germanistik an der University of Glasgow.

## Leben und Werk
Bishop wurde zu allem durch Forschungen und Publikationen über Friedrich Nietzsche bekannt. Ansonsten arbeitete vorrangig über die deutsche Geistesgeschichte der Moderne, wobei er sich besonders mit dem Philosophen Ludwig Klages und dessen Freund Alfred Schuler beschäftigte. Auch legte er Arbeiten über Rainer Maria Rilke, Stefan George und Alfred Kubin vor.

## Werke
- Gemeinsam mit Heinz-Peter Preußer (Hrsg.): Eros und Sexus in der Philosophie von Ludwig Klages. Verlag Königshausen & Neumann, Würzburg 2025, ISBN 978-3-8260-7793-7.
- Gunnar Alksnis: Chthonic Gnosis. Ludwig Klages and his Quest for the Pandaemonic. Introduction by Paul Bishop. Appendix by Volker Zotz. Theion Publishing 2015
- The Archaic: the Past in the Present. Routledge: London 2012, ISBN 9780415547550
- A Companion to Friedrich Nietzsche, Life and Works. Series: Studies in German literature, linguistics, and culture; Camden House Companion Volumes. Camden House: New York 2012, NY, USA. ISBN 9781571133274
- Reading Goethe at Midlife: Ancient Wisdom, German Classicism, and Jung. Series: Zurich lecture series in analytical psychology. Spring Journal Books: New Orleans, Louisiana 2011. ISBN 9781935528104
- Analytical Psychology and German Classical Aesthetics: Goethe, Schiller and Jung, Volume 2: The Constellation of the Self. Routledge: London 2008, ISBN 9780415430296
- Analytical Psychology and German Classical Aesthetics: Goethe, Schiller and Jung, Volume 1: The Development of the Personality.Routledge: London 2008, ISBN 9781583918081
- Friedrich Nietzsche and Weimar classicism. Rochester, NY; Woodbridge, Suffolk: Camden House 2005, ISBN 1-57113-280-5
- The Dionysian self: C. G. Jung’s reception of Friedrich Nietzsche. Berlin, New York: de Gruyter 1995, ISBN 3-11-014709-2